# Jeffrey Bardwell
Jeffrey Bardwell est un personnage de fiction du feuilleton télévisé Les Feux de l'amour. Il est interprété par Ted Shackelford du  8 août 2007 au 11 mars 2015. Kin Shriner le remplace temporairement entre le 20 avril et le 16 septembre 2011.

## Histoire

### L'arrivée de Jeffrey à Genoa City
Jeffrey Bardwell est le frère jumeau de William Bardwell, substitut du procureur et mari de Gloria Bardwell, récemment décédé. Gloria est sous le choc lorsqu'elle rencontre cet homme pour la première fois. Jeffrey vient tout juste d'apprendre le décès de son frère à son arrivée et tente d'obtenir son héritage. L’héritage laissé par Will est assez révélateur car, ayant découvert que sa femme Gloria Fisher était responsable de l’empoisonnement de la crème Glow Again, il a transmis à son frère une lettre où il le lui explique avec un échantillon de la crème contaminée. Jeff ne dénonce pas immédiatement Gloria, décidé à se servir de cette information le moment venu. Gloria est intriguée par l’attitude énigmatique de Jeff et tente de le séduire. Dans le même temps, elle traîne son ancien beau-fils Jack Abbott devant les tribunaux pour avoir truqué le testament de feu son père John Abbott. Alors que Gloria retrouve sa fortune, Jeff l’accuse d’avoir empoisonné la crème Glow Again. Avide d’argent, il demande à l’épouser si elle ne veut pas qu’il le dénonce. Gloria est obligée de suivre Jeff à Las Vegas pour se marier avec lui. Les Bardwell emménagent dans le Manoir Abbott, au grand dam de Jack et de son épouse Sharon Abbott. Gloria fait tout pour se débarrasser de Jeff, comme en essayant de l’accuser de tentative d’empoisonnement, mais il a toujours une longueur d’avance sur elle. Par désir de vengeance, Jeff et Jack décident de s’allier pour faire fuir Gloria de la maison. Ils embauchent Alistair Wallingford, un sosie de John afin que Gloria le prenne pour son fantôme. Mais bientôt, son fils, Michael Baldwin, et sa femme, Lauren Fenmore, s’en mêlent. Ils feignent une dispute afin que Lauren soit invitée au manoir Abbott et puisse les espionner. Gloria se retrouve confrontée à Alistair le prenant pour John et lui dit qu’elle l’a toujours aimé. Finalement, la supercherie est découverte et Gloria donne le manoir aux Abbott..

### Le divorce, remariage avec Gloria
Après avoir découvert Gloria et Alistair dans le même lit, Jeffrey demande le divorce à Gloria... Puis, deux mois après leur divorce, deux mois où il s'est demandé où il en était avec Gloria, il décide de la redemander en mariage définitivement. Elle dit oui, par amour cette fois.
Jeffrey et Gloria joignent leurs efforts à ceux des enfants Abbott pour reprendre le contrôle de Jabot. Avec l'aide de son fils Kevin, Gloria parvient à manipuler Katherine dans le but de lui vendre ses parts de Jabot. Elle et Jeff montent une entreprise visant à racheter les parts de Jabot. Lors de la fausse mort de Katherine, Gloria reçoit à l'ouverture du testament les parts qu'il lui fallait pour pouvoir diriger Jabot.
Le père de Michael, River Baldwin, arrive dans leurs vies. River a besoin de Gloria pour témoigner en sa faveur afin qu'il n'aille pas en prison. Jeffrey, jaloux de lui, fait du chantage à Gloria et lui dit que si elle aide River, il ira la dénoncer pour avoir contaminé GloAgain. Malgré cela, Gloria va témoigner en faveur de River et sera arrêtée.
En prison, Gloria vend ses parts de Jabot à Victor Newman, qui les vendra à Jill. Les Abbott ont repris le contrôle de Jabot !

### Le Gloworm
Gloria est relâchée quand il est reconnu qu'elle n'a eu aucun rôle dans une quelconque mort. Elle se réconcilie avec Jeffrey, mais met un terme à leur relation quand elle le voit avec Jill. Gloria et Jeff finissent par divorcer. Cependant, ils restent ensemble et quand Phyllis Newman veut reprendre son ancien appartement, elle la jette dehors. Gloria et Jeff rachètent l'Indigo et le transforment en le renommant Gloworm (ver luisant). Gloria continue toujours de soutenir ses deux fils, particulièrement Kevin qui est face à certains problèmes avec son ex-femme Jana Hawkes. Parallèlement, elle fait devenir le Gloworm un des bars les plus branchés du moment. En octobre 2010, Jeffrey blanchit de l'argent du Gloworn, sur le dos de Gloria. Kevin l'apprend et devient alors son coursier et doit livrer des sacs Fenmore's remplis d'argent et d'enveloppes avec des paris truqués. Chloé s'aperçoit vite de ce que Kevin fait, après l'avoir suivi. Seulement, une fois, Gloria trouve un de ses sacs et utilise l'argent qui est à l'intérieur pour s'acheter une robe, des talons et une montre pour Jeffrey. La personne à qui Kevin doit remettre les sacs, Hogan, le menace explicitement. Jeffrey réussit à passer un autre sac à Kevin, qui décide d'aller le remettre immédiatement à Hogan. Chloé l'accompagne mais malheureusement, ils se font arrêter quand des policiers s'aperçoivent du sac rempli d'argent et renversé sur la banquette arrière de la voiture de Kevin. Finalement, ils ne passent qu'une nuit en prison car la police n'a pas de preuve contre eux. Le jour de la Saint-Valentin 2011, Gloria organise une fête au Gloworn dont les bénéfices seront reversés à une association militant contre la maltraitance des animaux. Elle annonce à Jeffrey qu'elle lui a acheté le titre de "Comte". Peu après, Hogan envoie son homme de main, Angelo Veneziano, réclamé encore de l'argent à Jeffrey. Comme Jeffrey ne paie pas, Angelo menace Kevin. Gloria fait la connaissance d'Angelo avec qui elle se lie d'amitié, sans penser que c'est un trafiquant.

### Le mystérieux départ de Jeffrey
En septembre 2011, Jeffrey quitte Genoa pour Las Vegas. Peu après son départ, Kevin annonce à sa mère que tous les comptes du Gloworn ont été vidés et que par conséquent, elle est ruinée. Gloria n'en revient pas et comprend que Jeffrey a vidé leurs comptes avant de partir. Quelques minutes plus tard, elle reçoit des fleurs et une carte de Jeffrey lui annonçant que tout est fini entre eux. Désespérée de ne plus avoir d'argent et craignant de devoir fermer son cher bar, Gloria décide de brosser dans le sens du poil Angelo, au grand dam de ses fils, pour maintenir le Gloworn à flot. Quelques jours plus tard, le soir d'Halloween, Angelo revient en ville avec sa fille pourrie-gâtée, Angelina, qui souhaite devenir chanteuse. Celle-ci chante à la fête organisée par Victoria mais malheureusement, elle chante très mal. Sauf qu'elle et son père sont persuadés qu'elle est destinée à devenir une grande chanteuse. Alors, Gloria persuade Devon de devenir le producteur d'Angelina. Celle-ci commence alors à faire des avances à Kevin, désormais fiancé à Chloé. Angelo finit par donner à Gloria l'argent qu'il lui faut et en échange, il exige qu'ils deviennent associés. Gloria accepte et quand Michael l'apprend, il est fou de colère qu'elle se soit associé à ce mafieux. Très vite, Angelo se montre entreprenant avec Gloria et lui fait comprendre qu'elle peut tourner la page de son histoire avec Jeffrey avec lui. 
Le 6 décembre, on voit Jeffrey seul sur une île déserte essayant de faire un feu, ce qui réfute la thèse qu'il ait quitté Gloria après lui avoir volé tout son argent.. Ensuite, Angelo offre le Gloworn dans sa totalité à Gloria comme cadeau de Noel. Michael vérifie le contrat et y trouve des incohérences. Pourtant, Angelo lui assure qu'il est en bonne et due forme. Malgré tout, Gloria le remercie, le considérant comme son ange gardien puis entame une relation amoureuse avec lui.

### Le retour de Jeffrey
En janvier 2012, Kevin & Angelina, en cavale, se réfugient sur Long Island, là où Angelo a une cabane. Quelqu'un entre dans la maison après eux. Ils se cachent et pendant que l'inconnu essaie de faire du feu, Kevin l'assomme et découvre avec stupéfaction qu'il s'agit de Jeffrey. À son réveil, Jeffrey clame qu'il n'a pas volé ni abandonné Gloria et que c'est Angelo qui l'a fait prisonnier sur l'île. Il veut à tout prix aller retrouver Gloria mais Kevin & Angie lui expliquent pourquoi ils ne peuvent pas. Alors derrière leur dos, il vole leur bateau et les abandonne sur l'île sans nourriture. Mais, il chute du bateau et se cogne la tête, ce qui le rend amnésique. Il continue alors sa route vers Genoa sans savoir vraiment pourquoi sous le nom d'Eliott. Arrivé à Genoa, il s'arrête au Néon Ecarlate et y voit Jill. Pour savoir s'il est vraiment amnésique, elle l'emmène à l'hôpital et les médecins confirment ses dires. Après qu'il s'est souvenu du jour où ils ont couché ensemble, il l'embrasse et elle le repousse. Elle décide alors de l'emmener voir Gloria au Gloworn. A peine arrivés Gloria se rue vers lui et le gifle. Elle ne croit pas à son histoire d'amnésie et lui fait comprendre qu'elle est passé à autre chose avec Angelo. Lorsque Jeffrey le voit, il a un flash-back, revoyant Angelo le forcer à remplir un sac avec l'argent de la caisse du Gloworn. Lors de la Saint-Valentin, Jeffrey revient voir Gloria et lui offre une boîte de chocolats rose en forme de cœur mais elle les refuse étant donné que quelques heures plutôt, Angelo lui a offert un collier en diamant. Quand il revient la voir quelques jours plus tard à la recherche d'un travail, elle accepte de l'embaucher en tant que serveur jusqu'à ce que sa mémoire lui revienne et qu'il lui dise où est son argent. Cependant, Jill se rend très vite compte qu'elle l'a en fait embaucher pour le garder auprès d'elle car elle l'aime toujours bien qu'elle le nie.
Peu après, Gloria engage Anita Lawson en tant que serveuse. Un jour, pendant qu'elle travaille, elle voit Jeffrey et reste figée. Elle le reconnaît mais lui non. Elle appelle sa fille Chelsea en lui disant qu'elle a retrouvé son père mais elle ne lui donne pas son nom donc Chelsea pense qu'elle ment. Quand Angie décide d'aider Kevin à mettre fin à leur mariage pour qu'il puisse retourner avec Chloé, Angelo sent qu'il set sur le point d'être découvert. Il demande Gloria en mariage devant Jeffrey et elle accepte. C'est alors que la mémoire lui revient soudainement et qu'il le menace de révéler à Gloria que c'est lui qui l'a volé, qui l'a forcé à écrire la lettre de rupture peu après son départ pour Las Vegas, qui l'a enlevé et envoyé sur l'île perdue. Pour l'empêcher de parler, Angelo le tabasse, le bâillonne et le jette dans la benne à ordure derrière le bar. Jill le retrouve et le libère à temps pour qu'il puisse interrompre le mariage en disant toute la vérité à Gloria. Angelina confirme ses dires. Alors, Gloria & Jeffrey se retrouvent et il la redemande en mariage en même temps que Kevin avec Chloé. Elles acceptent et Katherine officie cet impromptu double mariage le 27 mars devant Angelo et Angelina, le cœur brisé. Michael et Jeffrey obligent Angelo à céder officiellement et dans sa totalité le Gloworn à Gloria pour ne pas être poursuivi pour enlèvement et vol. Angelina leur fait écouté son nouveau single, Good Goodbye, qui reflète ses sentiments au moment où elle a dû se séparer de Kevin avant de s'en aller avec son père poursuivre sa carrière à Los Angeles.

### Chelsea, sa fille cachée
Juste après, Chelsea arrive et le confronte en disant qu'il est son père. Mais il nie être son père et affirme qu'il n'a jamais vu Anita depuis qu'elle travaille au bar même s'il a des problèmes de mémoire. Il s'en va juste après en lune de miel à Reno avec Gloria et découvre que Kevin & Chloe y vont aussi. Chelsea est alors déçue : elle pense qu'il ment et qu'il ne souhaite pas la connaître. Cependant, ce que ni elle, ni Jeffrey, ni Gloria et ni Anita ne savent, c'est que Michael s'est procuré un de leurs cheveux pour faire un test ADN. Les résultats tombent et le test s'avère être positif. Gloria vire Anita, Jeffrey clame que le test est faux et prétend que c'est son frère jumeau décédé, William, qui est son père biologique. Personne n'y croit vraiment mais comme un doute subsiste, la version d'Anita est primordiale. Cependant, après son licenciement, elle quitte brutalement la ville sans même prévenir Chelsea. On découvre ensuite au cours d'une conversation téléphonique avec Anita que Jeffrey ment et qu'il a payé Anita afin qu'elle quitte la ville et ainsi qu'elle emporte le secret de sa paternité. Mais en même temps, on apprend, par Anita, qu'ils sont toujours légalement mariés. 